# Nympsfield
Nympsfield é uma paróquia e aldeia de Stroud, no condado de Gloucestershire, na Inglaterra. De acordo com o Censo de 2011, tinha 382 habitantes. Tem uma área de 9,54 km².